# Kundai Benyu
Kundai Benyu (Camden Town, 12 dicembre 1997) è un calciatore zimbabwese con cittadinanza britannica, centrocampista del CAPS Utd.

## Carriera

### Club
Ha giocato nella prima divisione scozzese, in quella svedese ed in quella islandese, oltre che nelle serie minori inglesi.

### Nazionale
Debutta con la nazionale zimbabwese l'8 novembre 2017 scendendo in campo nell'amichevole persa 1-0 contro il Lesotho.
Nel 2021 viene convocato per la Coppa delle nazioni africane 2021.

## Statistiche
Statistiche aggiornate al 10 gennaio 2022.

### Presenze e reti nei club
| Stagione        | Squadra         | Campionato      | Campionato | Campionato | Coppe nazionali | Coppe nazionali | Coppe nazionali | Coppe continentali | Coppe continentali | Coppe continentali | Altre coppe | Altre coppe | Altre coppe | Totale | Totale | Totale |
| Stagione        | Squadra         | Comp            | Pres       | Reti       | Comp            | Pres            | Reti            | Comp               | Pres               | Reti               | Comp        | Pres        | Reti        | Pres   | Reti   |        |
| --------------- | --------------- | --------------- | ---------- | ---------- | --------------- | --------------- | --------------- | ------------------ | ------------------ | ------------------ | ----------- | ----------- | ----------- | ------ | ------ | ------ |
| 2016-2017       | Aldershot Town  | NAT             | 23         | 5          | FACup           | 0               | 0               |                    | -                  | -                  | FA Trophy   | 2           | 0           | 25     | 5      |        |
| 2017-gen. 2018  | Celtic          | PL              | 1          | 0          | CS+CdL          | 0+1             | 0               | UCL                | 2                  | 0                  |             | -           | -           | 4      | 0      |        |
| gen.-giu. 2018  | Oldham Athletic | FL1             | 4          | 0          | FACup+CdL       | 0               | 0               |                    | -                  | -                  | EFL Trophy  | 1           | 0           | 5      | 0      |        |
| 2019            | Helsingborg     | A               | 10         | 1          | CS              | 0               | 0               |                    | -                  | -                  |             | -           | -           | 10     | 1      |        |
| 2020-2021       | Wealdstone      | NAT             | 12         | 0          | FACup           | 1               | 0               |                    | -                  | -                  | FA Trophy   | 2           | 0           | 12     | 0      |        |
| 2021            | Vestri          | 1D              | 16         | 0          | CI              | 1               | 0               |                    | -                  | -                  |             | -           | -           | 17     | 0      |        |
| Totale carriera | Totale carriera | Totale carriera | 66         | 6          |                 | 3               | 0               |                    | 2                  | 0                  |             | 5           | 0           | 76     | 6      |        |

### Cronologia presenze e reti in nazionale
| Cronologia completa delle presenze e delle reti in nazionale ― Zimbabwe | Cronologia completa delle presenze e delle reti in nazionale ― Zimbabwe | Cronologia completa delle presenze e delle reti in nazionale ― Zimbabwe | Cronologia completa delle presenze e delle reti in nazionale ― Zimbabwe | Cronologia completa delle presenze e delle reti in nazionale ― Zimbabwe | Cronologia completa delle presenze e delle reti in nazionale ― Zimbabwe | Cronologia completa delle presenze e delle reti in nazionale ― Zimbabwe | Cronologia completa delle presenze e delle reti in nazionale ― Zimbabwe |
| Data                                                                    | Città                                                                   | In casa                                                                 | Risultato                                                               | Ospiti                                                                  | Competizione                                                            | Reti                                                                    | Note                                                                    |
| ----------------------------------------------------------------------- | ----------------------------------------------------------------------- | ----------------------------------------------------------------------- | ----------------------------------------------------------------------- | ----------------------------------------------------------------------- | ----------------------------------------------------------------------- | ----------------------------------------------------------------------- | ----------------------------------------------------------------------- |
| 8-11-2017                                                               | Maseru                                                                  | Lesotho                                                                 | 1 – 0                                                                   | Zimbabwe                                                                | Amichevole                                                              | -                                                                       | 75’                                                                     |
| 11-11-2017                                                              | Windhoek                                                                | Namibia                                                                 | 3 – 1                                                                   | Zimbabwe                                                                | Amichevole                                                              | -                                                                       |                                                                         |
| 2-1-2022                                                                | Yaoundé                                                                 | Zimbabwe                                                                | 0 – 0                                                                   | Sudan                                                                   | Amichevole                                                              | -                                                                       |                                                                         |
| 10-1-2022                                                               | Bafoussam                                                               | Senegal                                                                 | 1 – 0                                                                   | Zimbabwe                                                                | Coppa d'Africa 2021                                                     | -                                                                       | 71’                                                                     |
| Totale                                                                  |                                                                         | Presenze                                                                | 4                                                                       |                                                                         | Reti                                                                    | 0                                                                       |                                                                         |